# Кабо-вердианско-мексиканские отношения
Кабо-вердианско-мексиканские отношения — двусторонние дипломатические отношения между Республикой Кабо-Верде и Мексикой. Обе страны являются членами ООН.

## История
Кабо-Верде и Мексика установили дипломатические отношения в 1976 году, через год после обретения этой страной независимости от Португалии.
В июне 1982 года Мексику пригласили принять участие в круглом столе по программам развития Кабо-Верде, однако у Мексики не было ресурсов и она не могла брать на себя какие-либо финансовые обязательства. Поэтому правительство Мексики решило не участвовать в указанном мероприятии.
В марте 2002 года премьер-министр Кабо-Верде Хосе Мария Невес посетил Монтеррей, чтобы принять участие в Международной конференции по финансированию развития вместе со своим мексиканским коллегой Висенте Фоксом.
В ноябре 2010 года правительство Кабо-Верде направило делегацию из 5 человек для участия в Конференции Организации Объединённых Наций по изменению климата 2010 года в Канкуне.